# 1053 Vigdis
Az 1053 Vigdis (ideiglenes jelöléssel 1925 WA) a Naprendszer kisbolygóövében található aszteroida. Max Wolf fedezte fel 1925. november 16-án.